# Ronde van Almaty
De Ronde van Almaty is een eendaagse wielerwedstrijd in Kazachstan, voor het eerst georganiseerd in 2013. De wedstrijd maakt deel uit van de UCI Asia Tour. Bij de eerste editie kreeg het van de UCI de categorie 1.2. Vanaf 2014 is de koers gepromoveerd naar de categorie 1.1. Voormalig wielrenner Aleksandr Vinokoerov is de organisator.
In 2017 wordt de koers voor het eerst over twee dagen verreden en krijgt hij een classificatie van 2.1.

## Lijst van winnaars

### Overwinningen per land
| Overwinningen | Land       |
| ------------- | ---------- |
| 6             | Kazachstan |
| 1             | Italië     |